# Лазарев, Евгений Николаевич
Евге́ний Никола́евич Ла́зарев (31 марта 1937, Минск, Белорусская ССР, СССР — 18 ноября 2016, посёлок Новый, Красногорский район, Московская область, Россия) — советский, российский и американский актёр театра и кино, театральный режиссёр и педагог, преподаватель Школы киноискусств Университета Южной Калифорнии. народный артист РСФСР (1982).

## Биография
Рано остался без отца. Во время Великой Отечественной войны пережил в Минске немецкую оккупацию.
В 1959 году окончил Школу-студию МХАТ (курс Виктора Станицына). На одном курсе школы-студии с ним учились Александр Лазарев, Анатолий Ромашин, Татьяна Лаврова, Альберт Филозов, Вячеслав Невинный и другие впоследствии известные актёры.
С 1959 года — актёр Рижского театра русской драмы, с 1961 года — Московского академического театра имени В. Маяковского.
В 1984 году назначен на должность главного режиссёра Театра на Малой Бронной, вскоре был переведён в Театр имени Моссовета.
В 1990-е годы переехал в США, жил и работал в Лос-Анджелесе. Много снимался в американском кино и сериалах, преподавал в университетах и театральных школах США, ставил спектакли. С 2009 года преподавал режиссёрский курс в Школе киноискусств Университета Южной Калифорнии (англ. School of Cinematic Arts at USC). Член Американской гильдии актёров.
Умер 18 ноября 2016 года. Похоронен на Николо-Архангельском кладбище.

## Семья
Жена — актриса Анна Андреевна Обручева (род. 1938), сын — актёр театра Российской армии Николай Лазарев (род. 1970).

## Творчество

### Театр

#### Роли в театре
Постановки Рижского русского театра:
- 1960 — «Иркутская история» А. Н. Арбузова — режиссёр П. Хомский — Виктор
- 1960 — «Океан» Александра Штейна — режиссёры П. Хомский, А. Мартынов — Часовников
- 1961 — «Один год» Ю. Германа и Б. Реста — режиссёры П. Хомский, Ю. Ятковский — Жмакин

Постановки театра имени В. Маяковского:
- 1961 — «Медея» Еврипида — режиссёр Н. Охлопков — Ясон
- 1967 — «Смерть Тарелкина» А. В. Сухово-Кобылина — Расплюев
- 1969 — «Разгром» по А. Фадееву — Метелица
- 1969 — «Дети Ванюшина» С. Найдёнова — Константин
- 1970 — «Трамвай «Желание»» Т. Уильямса Стэнли — Ковальски
- 1971 — «Сослуживцы» Э. Рязанова и Э. Брагинского — Самохвалов
- 1974 — «Свои люди — сочтёмся» А. Н. Островского — Подхалюзин
- 1974 — «Энергичные люди» В. М. Шукшина — Курносый
- 1980 — «Бег» М. Булгакова — Генерал Чарнота
- 1981 — «Жизнь Клима Самгина» по М. Горькому — Лютов

Постановки театра имени Моссовета:
- «Мадам Бовари» по Г. Флоберу — Шарль Бовари
- «Торможение в небесах» Р. X. Солнцева — Бареев
- «Женский стол в „Охотничьем зале“» В. И. Мережко — Бардин
- «Ошибки одной ночи (Ночь ошибок)» О. Голдсмита — Хардкэстль

Постановки в других театрах:
- «Скандал? Скандал… Скандал!» («Школа злословия») Р. Шеридана (США) — Сэр Питер
- «Прогулки в лесу» Л. Блессинга («Театр на площади», Атланта) — Ботвинник
- «Убийство в соборе» Т. Элиота (Культурный центр храма святого Михаила; Аннистон) — Томас Бекет

#### Режиссёр
- «Ящерица» (СССР, Мексика, США, Югославия)
- «Третья ракета» (СССР, ГДР)
- «…И порвётся серебряный шнур»
- «Приятная женщина»
- «Лев зимой» (США)
- «Вы чьё, старичьё?»
- «Закон зимовки, Две стрелы»
- «Пути и перепутья»
- «Дни и ночи»
- «Дядя Ваня» (США)
- «Старомодная комедия» (Мексика)
- «Письма Моцарта» (Мексика)
- «Дни и ночи»
- «Чайка» (США)
- «Одноактные пьесы Чехова» (Норвегия)
- «Банкрот (США», Россия)
- «Дни Турбиных» (ГИТИС)

### Фильмография
- 1959 — Василий Суриков — Суриков
- 1961 — Длинный день — Пётр
- 1961 — Чёртова дюжина — пассажир
- 1963 — Тишина — Аркадий Уваров
- 1969 — Преступление и наказание — доктор Зосимов
- 1971—1972 — День за днём — художник Борис, друг Якушева
- 1972 — Бой после победы — предатель-латыш
- 1972 — Нежданный гость — Ростислав Иванович
- 1973 — Семнадцать мгновений весны — Емельянов, разведчик
- 1975 — Трактирщица — кавалер Рипафрата
- 1977 — Кто за стеной? (короткометражный) — журналист
- 1977 — По волчьему следу — Котовский
- 1977 — Хождение по мукам — князь Лобанов-Ростовский
- 1979 — Особо важное задание — Александр Васильевич Демченко
- 1980 — Большая малая война — Котовский
- 1980 — Однажды двадцать лет спустя — телеведущий
- 1980 — Атланты и кариатиды — Максим Карнач
- 1981 — Следствие ведут ЗнаТоКи. Дело № 16 «Из жизни фруктов» — Владимир Тарасович Васькин, начальник цеха
- 1981 — Простая девушка — управдом
- 1982 — Отцы и деды — Николай, отец Маши
- 1982 — Частная жизнь — Виктор Сергеевич Петелин
- 1982 — Через Гоби и Хинган — Иванов
- 1983 — У опасной черты — Саша Савченко
- 1983 — За синими ночами — Володя
- 1987 — В Крыму не всегда лето — Максимилиан Волошин
- 1988 — Коршуны добычей не делятся
- 1989 — Счастливчик — Савелий Рудольфович
- 1989 — Без надежды надеюсь
- 1990 — Уроки в конце весны — Пётр Иванович Романюк
- 1990 — Враг народа — Бухарин — Вышинский
- 1991 — Встретимся на Таити — «Безухий»
- 1990—1991 — «Fiendens fiende» (сериал, Швеция) — Юрий Чиварцев
- 1992 — Сталин — Вышинский
- 1992 — Бегущий по льду / The Ice Runner (США) — начальник лагеря Николай Антонов
- 1993 — Наш пострел везде поспел / The Nick of Time — мистер Борщ
- 1995 — Трибунал (Швеция) — Юрий Чиварцев
- 1997 — Святой / The Saint (США) — президент России Карпов
- 2000 — Убойная сила — Алёхин
- 2001 — «Hamilton» (сериал, Швеция) — Юрий Чиварцев
- 2001 — Шпионка / Alias (США) — доктор Крешник
- 2002 — Цена страха / Sum of All Fears (США) — генерал Дубинин
- 2002 — Скорая помощь (США) 9 сезон — Иво Гутер
- 2005 — Оружейный барон / Lord of War (США) — генерал Дмитрий Орлов
- 2003 — Дюплекс / Duplex (США) — сантехник Дзержинский
- 2005 — Турецкий гамбит — император Александр II
- 2006 — Подразделение / The Unit (США) — российский посол в Тегеране
- 2008 — Луковые новости / The Onion Movie (США) — представитель вымышленной страны Азменистан
- 2009 — Розовая пантера 2 / The Pink Panther 2 (США) — Папа Римский
- 2010 — Железный человек 2 / Iron Man 2 (США) — Антон Ванко
- 2010 — Руслан / Driven to Kill (США) — бармен
- 2014 — Дуэль. Пушкинъ — Лермонтовъ — Бенкендорф

### Телеспектакли
- 1969 — Здравствуйте, наши папы! — Георгий Гаврилович Банокин
- 1973 — Сослуживцы — Самохвалов
- 1975 — Трактирщица — кавалер Рипафрата
- 1981 — Простая девушка[5] — управдом[6]

### Радиоспектакли
- 1979 — Сердце Бонивура — Караев
- 1980 — Бег — Чарнота

### Озвучивание
- 2000 — Взрыв
- 2007 — Call of Duty 4: Modern Warfare — Имран Захаев
- 2009 — Call of Duty: Modern Warfare 2 — Имран Захаев
- 2011 — Call of Duty: Modern Warfare 3 — Имран Захаев

### Режиссёр
- 1984 — Закон зимовки (фильм-спектакль)

## Звания и награды
- Заслуженный артист РСФСР (19.01.1973)
- Народный артист РСФСР (12.04.1982)
- Лауреат премии Москвы
- Лауреат премии Смоктуновского
- Орден Дружбы народов
- Орден Почёта (15 августа 1998) — за многолетнюю плодотворную деятельность в области театрального искусства[7]
- Медаль НР Болгарии
- профессор ГИТИСа